# Комендантское (озеро, Казахстан)
Комендантское (каз. Комендантское) — горько-солёное озеро в Узункольском районе Костанайской области Казахстана. Находится в 15 км к северо-востоку от села Пресногорьковка, между селом Комендантское и озером Столарево.
По данным топографической съёмки 1959 года, площадь поверхности озера составляет 1,21 км². Наибольшая длина озера — 1,8 км, наибольшая ширина — 0,8 км. Длина береговой линии составляет 4,4 км, развитие береговой линии — 1,12. Озеро расположено на высоте 151 м над уровнем моря.